# ISATAP
ISATAP ((en) Intra-Site Automatic Tunnel Addressing Protocol) est un mécanisme de transition de l'IPv4 vers l'IPv6, qui permet de transmettre des paquets de données au format IPv6 à travers un réseau IPv4.